# Хала спортова „Стрелиште“
Хала спортова „Стрелиште“ је затворена арена  у Панчеву, налази се у истоименом насељу Стрелиште. Има капацитет од 1.100 људи. Домаћа је арена КК Тамиш.  